# 帆船の浮かぶ湖
『帆船の浮かぶ湖』（はんせんのうかぶみずうみ、蘭: Meergezicht met zeilschepen、英: View of Sailing Boats on a Lake）は、17世紀のオランダ絵画黄金時代の画家サロモン・ファン・ロイスダールが1650-1651年ごろ、板上に油彩で制作した風景画である。1987年にデン・ハーグのL. トゥルコウ＝ファン・フッフェル (L. Thurkow-van Huffel) 婦人から遺贈されて以来、デン・ハーグのマウリッツハイス美術館に所蔵されている。

## 作品
サロモン・ファン・ロイスダールは風景画家ヤーコプ・ファン・ロイスダールの叔父にあたり、ヤン・ファン・ホイエンとならびオランダの広々とした景色を描く画家の第一世代に属する。彼は、主に干拓地、河川、池、湖の四季を通じた風景を好んで描いたが、1640年ごろからは「海景画」と呼ばれるジャンルの絵画を描き始めた。このジャンルと川の景色との違いは水と船を重視し、地上の風景を背景に追いやり、付け足し程度の役割にとどめるところにある。

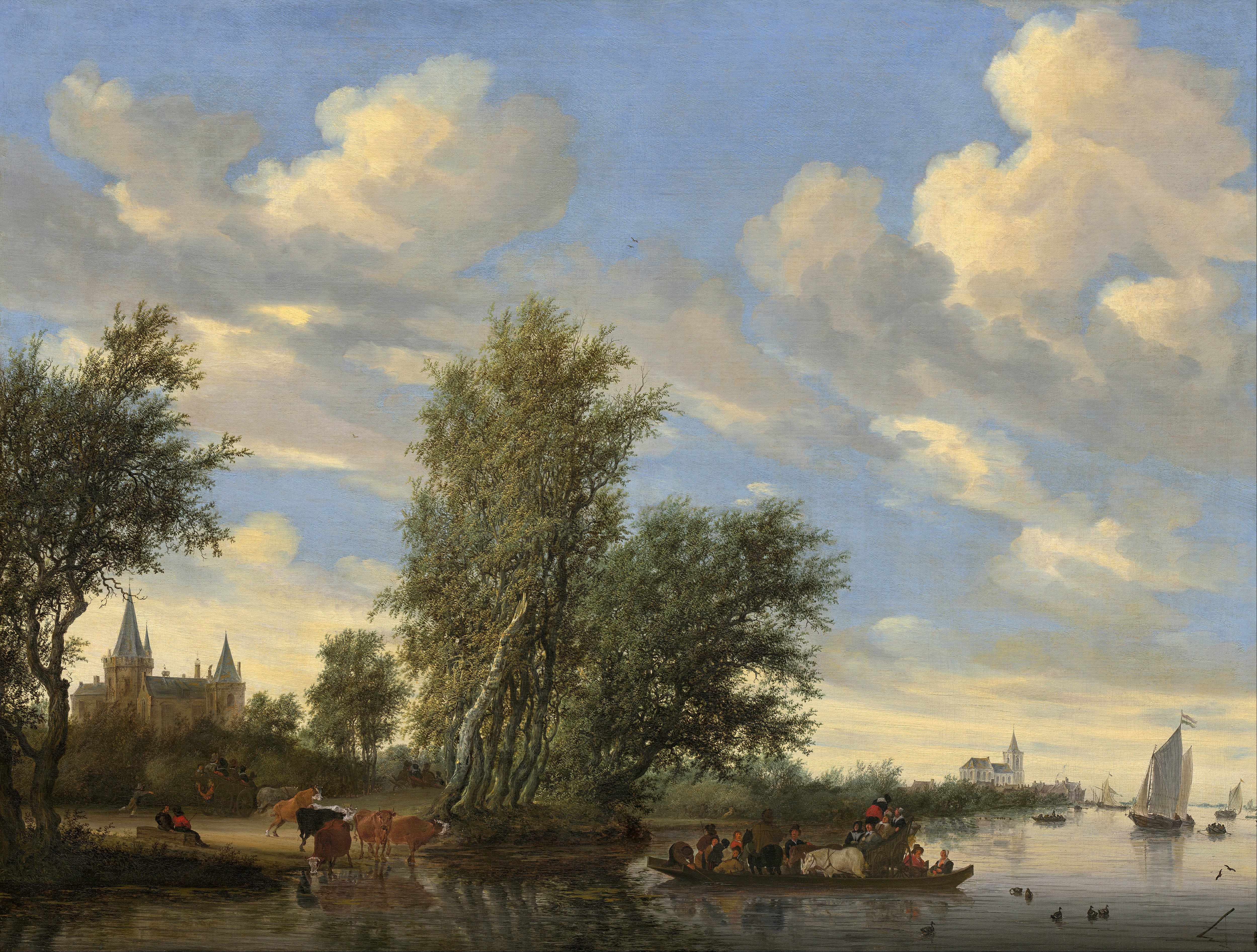
『フェリーのある川景色』 (1649年)、ナショナル・ギャラリー (ワシントン)

ロイスダールの絵画は、しばしば確立された型にしたがっている。地平線あるいは水平線を低くとり、上空の雲を斜線上に配置することで、小さな画面に広大な空間と奥行きの感覚を付与する。本作でも地面は水平線近くまで下げられ、鑑賞者の視線は印象的な積乱雲とさざ波の立つ湖面に引きつけられる。曇りがちの空が画面の大きな部分を占め、広大な空間が展開している感覚を創り出すのに決定的な役割を果たしている。また、ロイスダールは雲の中から地塗りの赤茶色がところどころ垣間見えるように残すことで、雲が動いている感じを与えている。雲間からは明るい青空が覗き、雲と雲の狭間から漏れる陽射しは水面に光と影の美しい模様を描く。前景を陰の中に置き、遠ざかるほど乱れ散る陽光が降り注ぐという画家の意図した構図によって、深い奥行き感が増している。
左手の手漕ぎ舟に乗る3人の漁師はリールを巻き上げ、網を引き寄せている。赤い服の男性は獲物を探し、もう1人は網を完全に引き上げようとして腰を屈めている。船の右側の水面を低く飛ぶ2羽の鳥は、魚を取ろうとしているのであろう。右手に見える2艘の帆船のうち、手前の舟は陰に入っている一方、もう1艘は日向に舳先を進めようとしている。ロイスダールは船、湖、空をかなり大らかな筆致で描いているが、同時に何十もの細部を描き込んだ。たとえば、画面下部左端の水面に軽く載せられた赤色は、漁師の赤い上着の反映である。背景の湖畔には風車、そしてそこからやや奥まったところには教会の塔が木々の上にそびえている。左端には何艘か岸に寄せられた船が見え、運河の水位調節に使う装置の一部をなす木製の輪も見える。この装置は内陸部で船を運河から運河へ航行させるにあたり、水位を合わせるのに用いられていた。
この絵画は、穏やかな湖面の明るさと空の果てしない広がりが生む静穏な雰囲気をあますところなく捉えている。